# Route nationale 85 (Inde)
Pour les articles homonymes, voir Route nationale 85.
La Route nationale 85 (en anglais : National Highway 85, sigle NH 85), une route nationale  en Inde qui relie à Cochin au Kerala à Thondi (en) au Tamil Nadu.

## Tracé
La NH 85 part de son intersection avec la NH66 à Kundanoor, puis elle passe par à Maradu, Cochin , Ernakulam, Kolenchery, Muvattupuzha, Kothamangalam, Neriamangalam, Adimali, Munnar, Devikulam, Poopara, Bodi, Theni, Andippatti, Usilampatti, Madurai, Thiruppuvanam, Sivagangai, Kalayarkoil, et se termine à Thondi à son intersection avec la NH32,